# Ukončení spalování uhlí
Ukončení spalování uhlí znamená ukončení spalování uhlí pro energetické účely a je součástí postupného ukončování využívání fosilních paliv. Uhlí je fosilní palivo s největší uhlíkovou náročností, a proto je jeho postupné vyřazení zásadní pro omezení změny klimatu a udržení globálního oteplování na 1,5 °C, jak je stanoveno v Pařížské klimatické dohodě. Mezinárodní energetická agentura (IEA) odhaduje, že uhlí je zodpovědné za více než 30 % nárůstu průměrné globální teploty nad úroveň před průmyslovou revolucí.
Jednotlivé státy světa a také finanční instituce přijaly iniciativy k postupnému vyřazení uhlí, jako je ukončení financování výstavby uhelných elektráren. Ukazuje se, že přínosy vyřazení uhlí pro zdraví a životní prostředí, jako je omezení ztráty biologické rozmanitosti a respiračních onemocnění, jsou vyšší než náklady s tím spojené. Bylo navrženo, že rozvinuté země by mohly tento proces financovat za rozvojové země za předpokladu, že nebudou stavět další uhelné elektrárny a provedou spravedlivý přechod. Státy G7 se v roce 2021 zavázaly, že do konce roku 2021 ukončí podporu uhelných elektráren.

Ukončení spalování uhlí v zemích EU

## Evropské státy, které mají stanovený konec využívání uhlí

### Belgie
Poté, co vláda v roce 2009 zamítla žádost o výstavbu nové elektrárny v Antverpách, spálila elektrárna Langerlo v březnu 2016 poslední tunu uhlí a ukončila tak provoz uhelných elektráren v Belgii. Belgie se stala první evropskou zemí, která ukončila energetické využívání uhlí.

### Dánsko
Dánsko v rámci svého plánu klimatické politiky uvedlo, že do roku 2030 postupně přestane používat uhlí a ropu pro vytápění. Kromě toho je jejich cílem o pět let později (tj. v roce 2035) pokrýt 100 % své potřeby elektřiny a tepla energií z obnovitelných zdrojů. 23. března 2021 ohlásilo Dánsko ukončení provozu uhelných elektráren již v roce 2028.

### Finsko
V roce 2019 Finsko uzákonilo zákaz využívání uhlí pro energetické účely od 1. května 2029. Od roku 2020 se uhlí podílí na výrobě elektřiny v zemi pouze 4,4 %. Finsko je spolu s dalšími 18 zeměmi zakládajícím členem aliance Powering Past Coal Alliance.

### Francie
Emmanuel Macron 30. prosince 2017 podepsal zákon plánující ukončení těžby fosilních paliv na území Francie. V rámci boje proti globálnímu oteplování přijala Francie v prosinci 2017 zákon zakazující nové projekty těžby fosilních paliv a uzavírající stávající do roku 2040 na všech svých územích. Francie se tak stala první zemí, která naplánovala ukončení těžby fosilních paliv. V roce 2019 ohlásila francouzská vláda konec uhelných elektráren již v roce 2022. V roce 2024 ve Francii fungují poslední dvě uhelné elektrárny jako záložní zdroj.

### Irsko
Irsko oznámilo konec uhelných elektráren v roce 2025.

### Itálie
V roce 2020 měla Itálie stále 9 uhelných elektráren o celkové kapacitě 7702 MW. Společnost Enel, největší italský výrobce elektřiny, slíbil na začátku roku 2021 odstavit 3 elektrárny. Poslední uhelné elektrárny v Itálii by měly být uzavřeny v roce 2025.

### Maďarsko
Maďarsko ukončí energetické využívání uhlí v roce 2025.

### Německo
V lednu 2019 oznámila německá Komise pro růst, strukturální změny a zaměstnanost (tzv. Uhelná komise) plány Německa na úplné ukončení provozu 84 zbývajících uhelných elektráren na jeho území do roku 2038.
V květnu 2020 Německo po téměř desetiletém zpoždění výstavby uvedlo do provozu uhelnou elektrárnu Datteln 4 o výkonu 1100 megawattů.

### Nizozemsko
Provoz uhelných elektráren v Nizozemsku má být ukončen v roce 2029.

### Portugalsko
Portugalsko uzavřelo poslední uhelnou elektrárnu v roce 2021.

### Rakousko
Rakousko uzavřelo svou poslední uhelnou elektrárnu v roce 2020.

### Řecko
Řecko zavře uhelné elektrárny do roku 2025.

### Slovensko
Elektrárna Nováky byla odstavena koncem roku 2023, v březnu 2024 pak Elektrárna Vojany. Uhlí na výrobu elektřiny tak využívají jen teplárny v Košicích a Žilině.

### Španělsko
Španělsko oznámilo konec uhelných elektráren v roce 2030.

### Švédsko
Švédsko ukončilo využívání uhlí v roce 2020.

### Velká Británie
Velká Británie má v úmyslu ukončit využívání uhlí pro výrobu elektřiny v roce 2024, poslední uhelná elektrárna má být uzavřena v září 2024.

## Evropské státy, které zatím jednají o ukončení spalování uhlí
Mezi státy, které zatím jednají o konci uhlí patří Slovinsko a Česko.

## Evropské státy, se zanedbatelnou kapacitou spalování uhlí
Některé evropské státy spalují uhlí v zanedbatelném rozsahu – patří mezi ně Litva, Lotyšsko, Estonsko, Kypr, Lucembursko a Malta.